# 沼津市立第四中学校
沼津市立第四中学校（ぬまづしりつ だいよんちゅうがっこう）は、静岡県沼津市本郷町にある公立中学校。

## 沿革
- 1947年4月 - 創立。

## 校風
- 学校教育目標 - 「社会人基礎力を備えた人」
- 四中人権宣言
  - お互いの人格を尊重し、思いやりの心を育てます。
  - 不当な上下関係をなくし、明るい学校生活を築きます。
  - 協力してものごとに取り組み、お互いの信頼関係を深めます。

## 特徴
- 沼津駅より東南に位置する香貫山北西側麓にある中学校である。
- 毎年9月中旬の土日に行われる文化祭・体育祭の名称は「清流祭」という。 中でも体育祭の伝統で、全学年混合でクラス対抗の「清流リレー」と呼ばれている短距離走の名物種目がある。
- 在校生徒は基本的に沼津市立第四小学校からの生徒だが、住居の立地関係により隣接する沼津市立第三中学校（沼津市立香貫小学校）、沼津市立大岡中学校（沼津市立大岡南小学校）、加藤学園暁秀初等学校（加藤学園暁秀中学校）、駿東郡清水町立清水南中学校などの学区外から越境通学する生徒もいる。
- 同学区は沼津市役所や沼津裁判所など、沼津市の中枢的公共機関が集中している地域でもある。かつては沼津警察署（三園町）、沼津郵便局（現・沼津総合庁舎）、静岡県立沼津東高等学校（現・沼津市民文化センターと香陵グラウンド）も同学区にあったが、いずれも立地規模拡大のため狩野川以北地域へと移転した。
- 通級指導教室が設置されている[1]。

## 周囲の施設
- 静岡県東部総合庁舎
- 静岡地方裁判所沼津支部
- 静岡地方検察庁沼津支部
- 国土交通省中部地方整備局沼津河川国道事務所出張所
- 沼津市役所
- 沼津市水道局
- 沼津市民文化センター
- 香陵グラウンド
- 香陵武道場
- 沼津南消防署
- 沼津市営斎場
- 沼津市立第四小学校
- エヌビーエス本社

## 主な通学区域
※沼津市立第四小学校の学区と同様
- 市場町、上香貫長洞（一部）、上香貫切通、住吉町、三園町、玉江町、上香貫東本郷町、上香貫槇島町（一部）、上香貫宮原町、上香貫獅子路、上香貫一ノ洞、上香貫二ノ洞、山ヶ下町、本郷町、上香貫三園町、南本郷町、中原町、上香貫南本郷町、御幸町、吉田町、中瀬町、黒瀬町、上香貫二瀬川町（一部）、下香貫宮脇（一部）、下香貫宮原（一部）、西島町（一部）[2]